# Cobra And Phases Group Play Voltage in the Milky Night
Cobra and Phases Group Play Voltage in the Milky Night es un álbum de estudio de la banda inglesa de post-rock Stereolab, editado en el año 1999. En este álbum la banda incorpora elementos de free jazz y bossa nova, y utiliza instrumentos de viento (como trompetas y trompas) y teclados electrónicos.
Según Tim Gane (miembro fundador del grupo), el título del álbum hace referencia al nombre de dos grupos surrealistas, CoBrA y Phases Group.
El álbum fue producido junto a John McEntire (de Tortoise) y a Jim O'Rourke (de Sonic Youth).

## Recepción crítica
El álbum no fue tan bien recibido por la crítica como los anteriores del grupo. Algunos críticos, como Stephen Thomas Erlewine, consideraron que el álbum no presenta ninguna evolución en el sonido del grupo. Otros se quejaron de la duración del álbum y de algunas canciones como "Blue Milk".

## Lista de temas
Todas las canciones fueron escritas por Laetitia Sadier y Tim Gane.
1. «Fuses» – 3:40
2. «People Do It All the Time» – 3:42
3. «The Free Design» – 3:47
4. «Blips, Drips and Strips» – 4:28
5. «Italian Shoes Continuum» – 4:36
6. «Infinity Girl» – 3:56
7. «The Spiracles» – 3:40
8. «Op Hop Detonation» – 3:32
9. «Puncture in the Radax Permutation» – 5:48
10. «Velvet Water» – 4:24
11. «Blue Milk» – 11:29
12. «Caleidoscopic Gaze» – 8:09
13. «Strobo Acceleration» – 3:55
14. «The Emergency Kisses» – 5:53
15. «Come and Play in the Milky Night» – 4:38

### Bonus disc de la edición importada
La edición importada incluye un disco adicional con tres canciones que conforman el lado B del EP The Free Design.
1. «Escape Pod (From the World of Medical Observations)» - 3:58
2. «With Friend Like These» - 5:49
3. «Les Aimies Des Memes» - 3:54

### Pistas adicional de la ediciónjaponesa
Además del disco anteriormente mencionado, la edición japonesa incorpora el siguiente track al final del álbum:
- «Galaxidion» - 3:15